# Howard Talbot
Howard Talbot (Yonkers, Nova York, EUA, 9 de març de 1865 - Reigate, Regne Unit, 12 de setembre de 1928) fou un compositor nord-americà instal·lat a Anglaterra.
A l'edat de quatre anys marxà al Regne Unit i més tard estudià medicina, però poc temps després es dedicà exclusivament a la música i es donà conèixer per una cantata executada a Oxford el 1892. El 1894 es casà amb Ada Bellamy la qual morí als vuit mesos de cassar-se i més tard es casà mb Dorothy Maud amb la qual va tindre quatre filles.
També fou director d'orquestra d'alguns teatres de Londres.
Va compondre un gran nombre d'òperes còmiques i operetes, les quals mencionem seguidament:
- Wapping Old Stars: (1894)
- Monte Carlo: (1896)
- A Chinese Honeymoon: (1899), que aconseguí 1.075 representacions consecutives
- Kitty Grey: (1900)
- Little Maids: (1902)
- The White Chrysantemun: (1905)
- The Girl Behind the Counter: (1906)
- The Belle of Britany: (1908)
- The Arcadians: (1909), representada 829 vegades consecutives
- The Mouse: (1911)
- The Pearl Girl: (1913)
- The Light Blues: (1915)
- My Lady Trayle: (1915)
- Mr. Manhattan: (1916)
- High Jinks: (1916)
- The Boy: (1917)
- Who’s Hooper: (1919)
- My Nieces: (1921) moltes d'elles en col·laboració.

També va escriure nombroses melodies vocals.